# 安順王后
安順王后韓氏（1445年—1498年），本貫清州，為朝鮮德宗昭惠王后韓氏的遠房姪女，朝鮮睿宗李晄的繼妃，右議政清川府院君襄惠公韓伯倫與西河府夫人豐川任氏的長女。

## 生平
韓氏生於朝鮮世宗二十七年（1445年）三月十二日，世祖八年（1462年）選入東宮，初封昭訓。朝鮮世祖十二年（1466年），昭訓韓氏生李琄。睿宗即位年（1468年）九月，睿宗奉太上王（即世祖）的旨意冊昭訓韓氏為王妃，當時韓氏已懷孕（即惠順公主），可惜天意弄人，睿宗在位僅一年兩個月即駕崩，得年十九歲。其子李琄雖為嫡子，但當時的王大妃貞熹王后（即世祖王妃）認為他不適合擔當重任，因此未能繼承王位。
成宗繼位後，尊祖母王大妃尹氏為大王大妃、叔母王妃韓氏為王大妃（尊號仁惠）、生母粹嬪韓氏為仁粹王妃，成宗六年（1475年），成宗尊生母為仁粹王大妃，朝鮮史上第一次同時有兩位王大妃存在。
燕山君即位後，同時尊仁粹王大妃、仁惠王大妃為大王大妃（朝鮮史上第一次也是唯一一次同時有兩位大王大妃存在），尊成宗繼妃尹氏為王大妃，燕山君四年（1498年）十二月二十三日，仁惠大王大妃病逝於昌慶宮，享年五十三歲。

## 家庭
| 代别   | 姓名                    | 备注                                                   |
| ------ | ----------------------- | ------------------------------------------------------ |
| 曾祖父 | 韓季復                  | 知古阜郡事，贈左贊成。                                 |
| 曾祖母 | 曲城廉氏                | 贈貞敬夫人。                                           |
| 祖父   | 韓昌（1411年-1451年）   | 守江原道觀察史，贈補祚功臣、領議政、清川府院君。       |
| 祖母   | 全義李氏                | 贈貞敬夫人。                                           |
| 外祖   | 任柔                    | 縣監、贈右議政。                                       |
| 父親   | 韓伯倫（1427年-1474年） | 推忠定難翊戴純誠明亮經濟佐理功臣、右議政、清川府院君。 |
| 母親   | 豐川任氏                | 西河府夫人。                                           |
| 弟     | 韓懽                    | 參判。                                                 |
| 弟     | 韓悅                    | 府使。                                                 |
| 弟     | 韓恒                    | 郡守。                                                 |
| 弟     | 韓恂                    | 西原君。                                               |
| 姪女   | 清州韩氏                | 清川縣夫人，適伊城君李壽剛（完原君李𢢝子，成宗 孫）。  |
| 姪女   | 貴人韓氏                | 庶出，中宗之後宮。                                     |
| 妹     | 清州韩氏                | 天安郡夫人，適龜城君 李浚。                            |
| 妹     | 清州韩氏                | 淑夫人，適忠清道水軍節度使南孝元。                     |
| 妹     | 清州韩氏                | 適僉正、贈贊成元菑。                                   |
| 外甥女 | 原州元氏                | 安城郡夫人，適桂城君李恂（成宗庶長子）。               |
| 妹     | 清州韩氏                | 貞夫人，適判書慎守英（端敬王后叔父）。                 |

## 註解
1. ↑  .   [2013-02-26]. （原始内容存档于2019-09-28）.
2. ↑  .   [2013-02-24]. （原始内容存档于2014-08-08）.
3. ↑  《成宗實錄》42卷，成宗5年5月3日：
…天順壬午，世祖選其女，納東宮，爲昭訓，卽仁惠大王大妃也…
4. ↑  .   [2013-02-24]. （原始内容存档于2014-08-08）.
5. ↑  .   [2013-02-24]. （原始内容存档于2019-09-16）.
6. ↑  .   [2013-02-24]. （原始内容存档于2019-09-17）.
7. ↑  .   [2013-02-24]. （原始内容存档于2021-05-14）.
8. ↑  ○清川君 韓懽卒。安順王后之弟，荒淫狂悖，行同夷髳。其居與宗室鈴原君家隣，鈴原愚騃，不解人道。其妻乃青城尉 沈安義之妹，懽相潛通焉。沈氏性本淫穢，常托言事佛，造塑像于家，請比丘尼同寢處，或於昏夜引入僧徒奸之。有名克仁者，最聞於人，懽亦往來恣淫。懽死，其弟恂又通懽妾，至於生子，其門風如是。
9. ↑  《頤庵遺稿·僉知中樞府事南公墓表》公諱舜民，字可封，……考忠清道水軍節度使諱孝元，妣淑夫人韓氏，右議政諱伯倫之女。……